# Hyles crimaea
Hyles crimaea är en fjärilsart som beskrevs av Bang-haas 1906. Hyles crimaea ingår i släktet Hyles och familjen svärmare. Inga underarter finns listade i Catalogue of Life.